# Дівчина моєї мрії (фільм, 1944)
«Дівчина моєї мрії» (нім. Die Frau meiner Träume, буквально «Жінка моїх мрій») — кольоровий німецький музичний фільм режисера Георга Якобі, що вийшов у 1944 році. Прем'єрні покази фільму відбулися 25 серпня 1944 року в берлінському Мармуровому будинку та в кінотеатрі Палацу Німеччини на Франкфуртському проспекті.

## Сюжет
Зірка вар'єте Юлія Кестер (Маріка Рек) намагається непомітно втекти від свого директора щоб поїхати на відпочинок. Через переслідування вона опиняється на залізничному перегоні маленького засніженого гірського села, де тимчасово проживають два молодих інженери Ервін Форстер (Вальтер Мюллер) і Пітер Гролл (Вольфганг Люкші). Вони надають допомогу і при́хисток молодій жінці, яка не має ні документів, ні речей, а під розкішним хутром вони не виявили навіть сукні …

## Ролі виконують
- Маріка Рек — зірка вар'єте Юлія Кестер
- Вольфганг Люкші[de] — старший інженер Пітер Гролл
- Вальтер Мюллер[de] — інженер Ервін Форстер
- Георг Александер[de] — директор театру
- Грета Вайзер[de] — Юнгфер Луїза
- Інґе Дрексель[de] — сільська дівчина Резі

## Навколо фільму
- Фільм створювався на кіностудіях Бабельсберг[de] і Темпельгоф[en] у Берліні з використанням кольорової плівки «Аґвакольор»[en].
- Для Маріки Рек фільм став другою кольоровою стрічкою і під час зйомок вона виявила, що вагітна. Дочка Габріела народилася у квітні 1944 року, тому деякі повторні сцени фільму можна було зробити тільки після її народження.
- Цей барвистий музичний фільм був створений за рік до закінчення Другої світової війни, однак глядач не бачить явних ознак того часу і не згадується війна. Про неї нагадує можливо недостатня кількість харчів у станційному барі та скромне харчування інженерів.
- Після закінчення війни фільм з'явився в СРСР як трофейний і мав величезний успіх у прокаті. У кінці 1940-х — на початку 1950-х років фільм йшов з оригінальною німецької звуковою доріжкою, з російськими субтитрами, з заставкою «Цей фільм узятий як трофей» і з обмеженням «Діти до 16 років не допускаються».
- Саме цей фільм багаторазово дивиться Штірліц ("Сімнадцять миттєвостей весни"), незважаючи на те, що Маріка йому не подобається - на сеансах призначено зустріч зі звязківцем Центру. У колоризованій версіі показані фрагменти лишилися чорно-білими - вочевидь, виконавці колоризації не розібралися, що "Дівчина моєї мрії" була знята в кольорі.

## Нагороди
- 1948 Премія «Бамбі» ЗМІ і телебачення Німеччини (Hubert Burda Media):
  - найкращій акторці — Маріка Рек